# Ponikve pri Studencu
Ponikve pri Studencu este o localitate din comuna Sevnica, Slovenia, cu o populație de 69 de locuitori.